# نورسل کوسه
نورسل کوسه (به ترکی استانبولی: Nursel Köse؛ زاده ۲۹ مارس ۱۹۶۱ در ملطیه، ترکیه) بازیگر ترک است. وی در آلمان تحصیل و کار کرده‌است. او در فیلم لبه بهشت که در دنیا مورد تحسین قرار گرفته ایفای نقش کرده‌است. وی در مجموعه تلویزیونی گوزل در نقش کریمان بازی کرده‌است.
از فیلم‌های دیگر او می‌توان به یاسمین اشاره کرد.

## جوایز
| سال  | فیلم     | جایزه                                                     | رده                       | نتیجه | منبع  |
| ---- | -------- | --------------------------------------------------------- | ------------------------- | ----- | ----- |
| ۲۰۰۷ | لبه بهشت | چهل و چهارمین جشنواره بین‌المللی فیلم پرتقال طلایی آنتالیا | بهترین بازیگر نقش مکمل زن | پیروز | [ ۶ ] |
| ۲۰۱۴ | بره      | پنجاه و یکمین جشنواره بین‌المللی فیلم پرتقال طلایی آنتالیا | بهترین بازیگر نقش مکمل زن | پیروز | [ ۷ ] |